# БРЭМ-4
БРЭМ-4 - украинская бронированная ремонтно-эвакуационная машина, разработанная на базе бронетранспортёра БТР-4.

## Описание
БРЭМ оснащена башенным краном УК-3,2 грузоподъёмностью 3,2 тонны с длиной стрелы 5,5 м, лебёдкой с тяговым усилием 6,8 тонн, а также электросварочным оборудованием (с питанием от вспомогательной силовой установки 2ДТ-АВ).

## Варианты и модификации
- БРЭМ-4К (БРЕМ-4К) - первый, экспортный вариант[6], разработанный для вооружённых сил Ирака. Масса бронемашины составляет 19 тонн[7]
- БРЭМ-4РМ (БРЕМ-4РМ) - вариант для вооружённых сил Украины. Масса бронемашины составляет 21 т[8]. В 2016 году официально принята на вооружение вооружённых сил Украины[9]

## Страны-эксплуатанты
- Ирак - в 2009 году 10 БРЭМ-4К были заказаны для вооружённых сил Ирака
- Украина - в 2015 году были проведены испытания БРЭМ-4РН для вооружённых сил Украины, до конца 2015 года украинская армия получила две БРЭМ-4РН[2] (в начале июня 2015 года было объявлено о завершении ремонта для вооружённых сил Украины одной БРЭМ-4[3]; 22 августа 2015 года в войска передали ещё одну БРЭМ-4[4])